# Mary Douglas
Pour les articles homonymes, voir Douglas.
Mary Douglas, née Margaret Mary Tew le 25 mars 1921 à Sanremo (Italie) et morte le 16 mai 2007 à Londres, est une anthropologue britannique, spécialiste d’anthropologie de la culture. Inspirée par la sociologie d’Émile Durkheim, elle a contribué à importer, de manière toutefois critique, le structuralisme de Claude Levi-Strauss en Angleterre. Elle est particulièrement connue pour ses travaux portant sur l’anthropologie des religions et sur le fonctionnement des institutions. Elle s'est notamment attachée, tout au long de sa carrière, à décrire le rôle des classements à l'intérieur des institutions : hiérarchies, codes de conduites, catégories de pensée institutionnelles.

## Biographie
Elle est née en 1921 à San Remo en Italie, où sa famille était de passage de retour de Birmanie, au gré des affectations d'un père fonctionnaire britannique,. Elle est envoyée en Angleterre par ses parents, avec sa sœur cadette. Les deux jeunes filles reçoivent une éducation catholique au couvent du Sacré-cœur de Roehampton, après la mort de leur mère en 1933. Puis elle étudie à St Anne's College d'Oxford de 1939 à 1943. Elle interrompt un temps ses études qu'elle achève par un doctorat en 1950, année où elle épouse James Douglas, avec qui elle a trois enfants. Dans sa thèse de doctorat, elle s'appuie sur une étude de terrain consacrée au peuple Lele, au Congo belge.
Elle enseigne à Londres au University College, de 1951 à 1977. Puis, lassée des querelles universitaires locales, elle choisit de s'installer aux États-Unis, travaillant dans diverses institutions américaines comme à Chicago, à l'université Northwestern, de 1981 à 1985.
Elle revient en Grande-Bretagne après sa retraite en 1988/1989. En 2006, elle est faite dame commandeur de l'ordre de l'Empire britannique. Elle meurt le 16 mai 2007 à Londres,, des complications d'un cancer.

## Apports
Un de ses premiers ouvrages est Purity and Danger: An Analysis of Concepts of Pollution and Taboo, publié en 1966, un de ses ouvrages les plus célèbres,, où, pour François Buton & Eric Soriano, elle « élabore une analyse comparée des sociétés dites primitives et celles dites modernes, en s’appuyant en partie sur de nombreux exemples tirés de la vie quotidienne dans le monde occidental ».
En 1970, elle publie Natural Symbols: Explorations in Cosmology, où, toujours pour François Buton & Eric Soriano, elle « engage une interrogation systématique des effets des formes élémentaires d’organisation sociale sur les comportements et les modes de pensée ».
L'ouvrage publié en 1986, How Institutions Think, est constitué d'une série de conférences prononcées, en 1985/1986, à l’université de Syracuse aux États-Unis. Il postule un rôle fondamental des institutions dans la construction des identités sociales endossées par les individus, et peut être compris, selon Mary Douglas, comme une introduction rétrospective aux deux précédents ouvrages.
Pour Nicolas Weill, deux ruptures caractérisent l'approche de Mary Douglas. La première est la conviction que le monde occidental peut être exposé aux mêmes analyses que des univers qualifiés précédemment de primitifs, la deuxième est le rejet de l'évolutionnisme moral qui estime que les croyances modernes représentent un progrès en matière de civilisation.

## Ouvrages
- The Lele of the Kasai (1963)
- Purity and Danger: An Analysis of Concepts of Pollution and Taboo (1966) [publié en français sous le titre De la souillure : Essais sur les notions de pollution et de tabou, Éd. de la Découverte, 2005]
- Pollution (1968)
- Natural Symbols: Explorations in Cosmology (1970)
- Implicit Meanings: Essays in Anthropology (1975)
- « Jokes », in Chandra Mukerji et Michael Schudson (dir.), Rethinking Popular Culture: Contemporary Perspectives in Cultural Studies (1975)
- Evans-Pritchard (1980)
- Risk and Culture (1980) en collaboration avec Aaron Wildavsky
- In the Active Voice (1982)
- How Institutions Think (1986) [publié en français sous le titre Comment pensent les institutions, Éd . de la Découverte, 1999]
- Missing persons: a critique of the social sciences (1988) en collaboration avec Steven Ney
- Risk and Blame: Essays in Cultural Theory (1992)
- In the Wilderness: The Doctrine of Defilement in the Book of Numbers (1993)
- Thought styles: Critical essays on good taste (1996)
- Leviticus as Literature (1999) [publié en français sous le titre L'anthropologue et la Bible : Lecture du Lévitique, Bayard Centurion, 2004]
- Constructive Drinking: Perspectives on Drink from Anthropology (2002)
- Jacob's Tears: The Priestly Work of Reconciliation (2004)
- Thinking in Circles (2007)
- Food in the Social Order: Studies of Food and Festivities in Three American Communities, Routledge, (2008) premiere édition 1986.